# نباتات نافعة

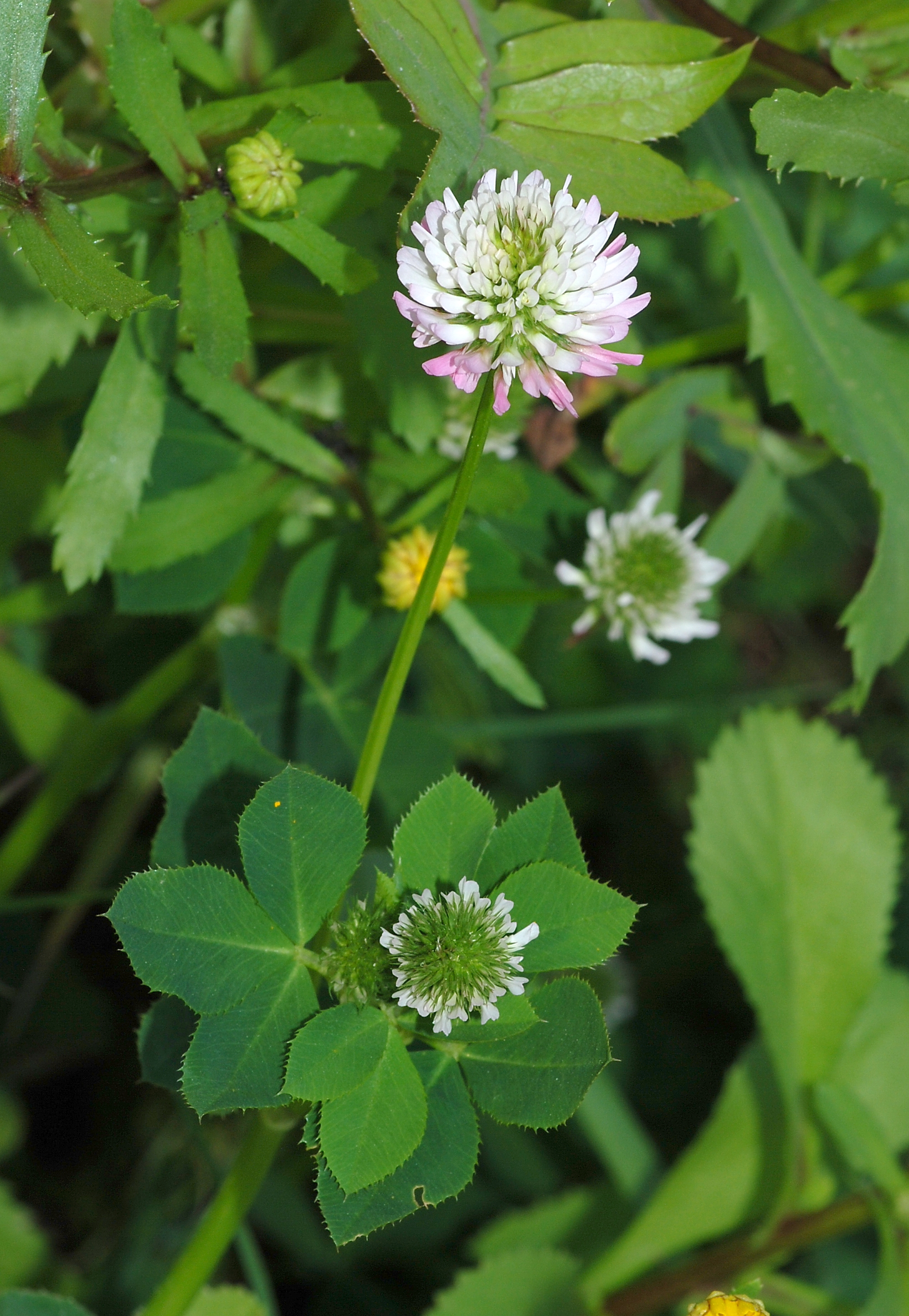
فيما مضى كان يتم إدراج النفل في خلطات البذور العشبية لأنه من البقوليات التي تخصب التربة

الحشائش النافعة هي نباتات من مختلف أنواع النباتات التي لا تعد عادةً مستأنسة، ومع ذلك يكون لها تأثير النباتات المترافقة، أو تصلح للأكل أو نافعة بطريقة أو بأخرى. وتشمل الحشائش المفيدة عددًا كبيرًا من الزهور البرية بالإضافة إلى أنواع أخرى من الحشائش التي عادة ما تتم إزالتها أو إبادتها.

## التخصيب

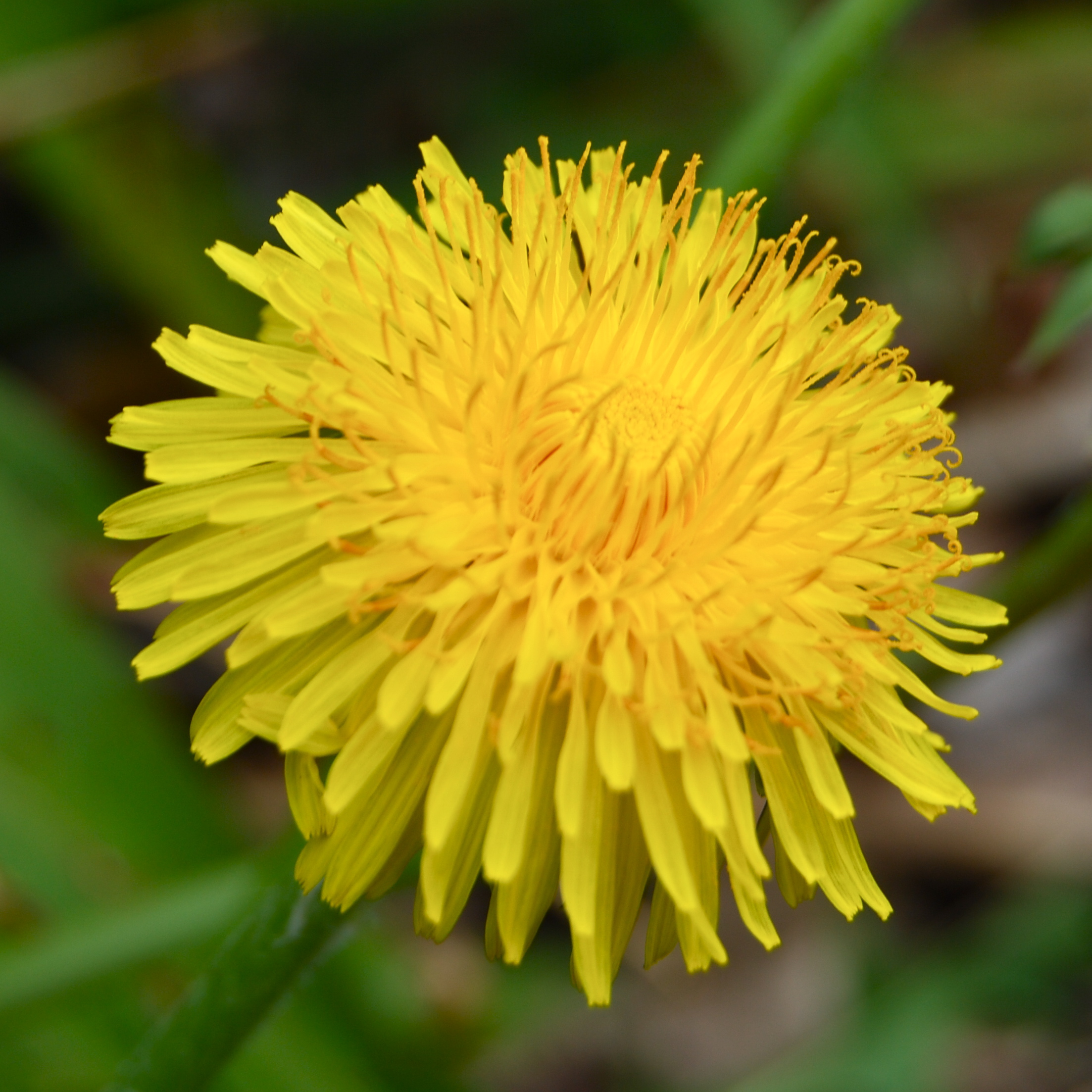
الهندباء أو الطرخشقون يفيد صحة النباتات المجاورة عن طريق إحضار العناصر الغذائية والرطوبة بجذوره العميقة

وعلى الرغم من الافتراض الخاطئ القائل بأن هذه النباتات تتنافس مع النباتات المجاورة للحصول على الغذاء والرطوبة، إلا أن بعض «الحشائش» تزود التربة بالعناصر الغنية المغذية، سواء بشكل مباشر أو غير مباشر.
- على سبيل المثال، تضيف البقوليات، مثل النفل الزاحف، النيتروجين إلى التربة من خلال عملية تثبيت النيتروجين، حيث تقوم البكتريا التي تعيش بطريقة تكافلية في جذوره باستخراج النيتروجين من الهواء وتسهيل وصوله إلى التربة حيث يفيد عائلها وأي نباتات قريبة منه.
- يستخدم البعض الآخر من الحشائش الجذور العميقة للحصول على العناصر الغذائية والرطوبة بعيدًا عن نطاق النباتات العادية، ومن ثم تتحسن نوعية التربة عبر أجيال من وجود هذا النبات.
- تقدم أيضًا الحشائش ذات الجذور المتشعبة والقوية مادة عضوية للأرض حيث تحول هذه الجذور التراب الطيني الكثيف الصلب إلى تربة أكثر غنى وخصوبة.

في الواقع، تقوم بعض أنواع النباتات المعروفة مثل الطماطم والذرة «باستغلال أو التطفل على» الحشائش المجاورة، مما يسمح لأنظمة جذورها الضعيفة نسبيًا بالتعمق أكثر مما كان يمكنها بمفردها.

## الآفات

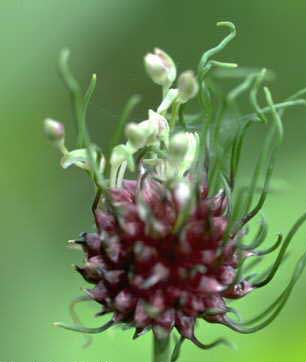
الثوم الكرمي، مثل أي نوع من أنواع الثوم، يحجب الروائح عن الآفات الحشرية مما يؤدي إلى حماية النباتات المجاورة

تحمي العديد من الحشائش النباتات المجاورة من الآفات الحشرية.
من الطرق التي تستخدمها النباتات لتحقيق هذا هو تنفير الحشرات والآفات الأخرى عن طريق رائحتها؛ , مثلما يفعل الثوم والشيح. وهناك طريقة أخرى وهي حجب رائحة المترافق أو فرمونات الآفات الحشرية تمامًا، كما هو الحال معلبلاب الأرض (Ground ivy) والمردقوش البري.
كذلك فإن بعض النباتات تزعج الحيوانات الصغيرة بسبب أشواكها أو غيرها من الخصائص، مما يؤدي إلى إبعادها عن منطقة تريد النباتات حمايتها.

### المحاصيل الاتقائية
تعمل بعض الحشائش بوصفها محاصيل اتقائية، حيث تقوم بصرف انتباه الآفات بعيدًا عن النباتات الرئيسية. والحشرات تستخدم حاسة الشم في البحث عن نباتات تتغذى عليها ثم تهبط عشوائيًا على أي شيء لونه أخضر في المنطقة التي تفوح منها الرائحة. فإذا هبطت على «حشائش» صالحة للأكل، تظل هناك بدلاً من التوجه إلى الضحية المقصودة. وأحيانًا يفضلون المحاصيل الاتقائية بشكل كبير.

### تعطيل عملية العثور على عائل
أظهرت الدراسات الحديثة التي جرت حول عملية العثور على النبات العائل أن الآفات الطائرة تكون أقل نجاحًا إذا تم إحاطة نباتاتها العائلة بأي نبات آخر أو حتى «نباتات تمويهية» مصنوعة من البلاستيك الأخضر أو الورق المقوى أو أي مادة خضراء أخرى.
- أولاً، تبحث الحشرات عن النباتات عن طريق الرائحة. فتقلل أي «حشيشة» ذات رائحة من احتمالات عثورها على النباتات العائلة. ومن الأمثلة الواضحة؛ الثوم الكرمي ولبلاب الأرض، فالأول هو شكل من أشكال «الثوم المعمر البري» والثاني هو شكل من أشكال النعناع البري، وكلاهما يحجب رائحة النبات وفرمونات الحشرات بشكل كبير. فقد قلل ذلك من تفشي الخنفساء اليابانية واليسروع على سبيل المثال دودة الملفوف ودودة الطماطم القرنية وحتى بق القرع.
- ثانيًا، بمجرد أن تقترب الحشرة من هدفها، تتجنب الهبوط على التراب وتهبط على أقرب شيء لونه أخضر. تساعد بستنة الأرض المكشوفة الحشرات على التوجه بالضبط إلى المحصول الضحية. ولكن عندما يتم استخدام «المهاد الأخضر»، حتى إذا كان عشبًا أو نفلاً، فإن الاحتمالات تشير إلى قيام الحشرات بما يسمى «الهبوط غير المناسب» على الأشياء الخضراء التي لا تحتاجها. ثم تطير لمسافة قصيرة بشكل عشوائي وتهبط على أي شيء أخضر آخر. وإذا فشلت في الوصول العرضي إلى نوع النبات المناسب بعد القيام بعدة محاولات، فإنها تستسلم.
- إذا كانت الحشرات قادمة لوضع البيض على المحصول، فإن الحشائش تكوِّن خط دفاع ثانيًا: حتى عند عثورها على النبات المناسب فإنها تطير من ورقة إلى ورقة قبل وضع البيض وذلك لكي تضمن عدم وصولها إلى نبات ميت أو ذي أوراق متساقطة. ويجب أن تهبط الحشرات على «نوع الورقة المناسب» مرات كافية متتابعة قبل المخاطرة بوضع البيض. وكلما كانت النباتات الخضراء الأخرى قريبة، أصبح من الصعب عليها البقاء على النبات والحصول على ما يكفي من الدعم. وعند تكرار «الهبوط غير المناسب» لأكثر فإنها تستسلم وتتجه إلى مكان آخر.

تقول إحدى الدراسات العلمية أن مجرد زراعة النفل بالقرب من النباتات يقلص احتمالات وصول ذباب جذر الملفوف إلى النبات المناسب من 36% إلى 7%. إحصائيًا، يكفي ذلك لإحداث تغيير هائل في إنتاجية أحد المحاصيل بمفرده.

## بستنة الغابات
يمكن زراعة الكثير من النباتات زراعة بينية في المكان ذاته نظرًا لوجودها في مستويات مختلفة في المنطقة نفسها، مما يوفر غطاءً أرضيًا أو تقوم بدور التعريشة لبعضها البعض. ويسمى هذا الأسلوب الصحي للبستنة باسم بستنة الغابات.
ومن بين الفوائد الجلية توفير مصد للرياح أو ملجأ من شمس الظهيرة للكثير من النباتات الحساسة.

### المهاد الأخضر
وعلى العكس، فإن بعض الزراعات البينية يكون لها تأثير المهاد الحيوي، الذي يستخدم عن طريق منع نمو أي حشائش ضارة، وخلق مناخ مصغر رطب وبارد حول النباتات المجاورة، حيث يقوم بتثبيت رطوبة التربة بنسبة أكبر مما يستهلكه لنفسه.
وتعد النباتات مثل الزوان ونفل المروج والنفل الزاحف أمثلة على «الحشائش» التي تعتبر من المهاد الحيوي وكثيرًا ما تكون مفضلة في عملية البستنة.

## مبيدات الأعشاب
تسمى عملية تثبيط نمو النباتات أو الفطريات، باستخدام الوسائل الكيميائية باسم التضاد البيوكيميائي. وهناك بعض النباتات الأخرى التي يمكن أن تجهدها الانبعاثات الكيميائية التي تتعرض لها عبر جذورها أو الهواء مما يقلل نموها أو يمنع إنبات بذورها أو حتى قتلها.

## الحشرات النافعة
من الفوائد الشائعة التي تمنحها الكثير من الحشائش للنباتات المترافقة جذب أو توطين الحشرات النافعة أو غيرها من الكائنات الحية التي تفيد النباتات.
فعلى سبيل المثال، تجذب الفصيلة الخيمية البرية الزنابير والذباب المفترس، التي تتغذى على رحيق الأزهار، ولكنها تتكاثر من خلال تغذية صغارها بآفات الحدائق المنتشرة .
وبالمثل تجذب بعض الحشائش العسوقات أو الأنواع «النافعة» من الديدان الأسطوانية، أو توفر غطاءً أرضيًا للخنافس المفترسة.

## الاستخدامات المفيدة للإنسان
- تعتبر بعض الحشائش النافعة، مثل الرمرام والرجلية، صالحة للأكل. تحتوي قائمة الزهور الصالحة للأكل على العديد من الزهور البرية التي تصنف بوصفها حشائش إذا لم تتم زراعتها عمدًا. يعد الطرخشقون مثالاً رائعًا على الحشائش الصالحة للأكل (انظر نبيذ الطرخشقون وقهوة الطرخشقون).
- وقد تم اقتراح استخدام عدد من الحشائش بوصفها مصادر طبيعية بديلة للاتكس (المطاط)، بما في ذلك زهرة العود الذهبي (goldenrod)، الذي تنتج منه إطارات السيارة الشهيرة المقدمة من هنري فورد إلى توماس أديسون.
- اللزيق والقراص كانا يستخدمان في الأصباغ الطبيعية.
- وقد أظهرت الدراسات أن الصقلاب هو في الواقع مادة عازلة أكثر فاعلية من ريش الأوز السفلي.

### النكهة
يبدو أن بعض النباتات تقوم بتغيير نكهة النباتات الأخرى الموجودة حولها بطريقة يرغبها البشر مثل القراص، الذي يعد صالحًا للأكل إذا ما تم طهيه بشكل سليم، فإنه يزيد من إنتاج الزيوت الأساسية في الأعشاب المجاورة.

## أمثلة
- النفل هو نوع من أنواع البقوليات. ومثله مثل الأنواع الأخرى من الفاصوليا فإنه يعول البكتريا التي تثبت النيتروجين في التربة. فتغطي طبيعته الزاحفة الأرض، حيث يحتفظ بنسبة من الرطوبة في التربة تزيد عن تلك التي يستهلكها، مما يوفر مناخًا مصغرًا رطبًا وباردًا للنباتات المحيطة به بوصفه «مهادًا أخضر». كما تفضله القوارض على الكثير من محاصيل الحدائق، مما يقلل من نسبة افتراس الخضراوات المرغوبة التي تؤكل.
- يمتلك الطرخشقون جذورًا وتدية قوية وعميقة تقوم بتفتيت التربة الصلبة، مما يؤدي إلى إفادة النباتات المجاورة ذات الجذور الضعيفة حيث تأتي بالعناصر الغذائية من على أعماق لا يمكن أن تصل إليها النباتات المجاورة. وتفرز كذلك المعادن والنيتروجين من جذورها.[4]
- الثوم الكرمي، وهو الثوم المعمر البري الموجود في المناطق المشمسة من أمريكا الشمالية، له جميع فوائد النباتات المترافقة الخاصة بغيره من أنواع الثوم، وتشمل طرد الخنافس اليابانية والمن والقوارض، ويُعتقد أنه يفيد نكهة فصيلة ظل الليل مثل الطماطم والفلفل. يمكن استخدامه في الطهي بدلاً من بعض أنواع الثوم، إذا تم إخفاء نكهته المرة بعض الشيء بمذاق حلو أو بالدهون.
- شريط الأسقف (Bishop's lace) (الجزر البري) يعمل بوصفه نباتًا راعيًا للمحاصيل المجاورة مثل الخس، حيث يظللها من أشعة الشمس الحارقة مع الإبقاء على المزيد من الرطوبة في الهواء. وهو يجذب الزنبور المفترس والذباب الذي يأكل الآفات النباتية. وقد ثبت علميًا أن له[3] تأثيرًا نافعًا على نباتات الطماطم المجاورة، وعندما يكون في بداية نموه تصلح جذوره للأكل، وكلاهما أمر صحيح إذ إن الجزر العادي هو ببساطة مستنبت من هذه «الحشيشة».

## الحواشي
1. ↑   Horticulture Research International, Wellesbourne : “Insects can see clearly now the weeds have gone.” Finch, S. & Collier, R. H. (2003). Biologist, 50 (3), 132-135. نسخة محفوظة 14 أبريل 2020 على موقع واي باك مشين.
2. ↑  Ussery، Harvey. "Plant an Edible Forest Garden". Motherearthnews.com. مؤرشف من الأصل في 2013-04-22. اطلع عليه بتاريخ 2012-06-13.
3. 1 2  "Scribd". Scribd. مؤرشف من الأصل في 2016-06-30. اطلع عليه بتاريخ 2012-06-13.
4. ↑  Anon. "Companion Planting for Vegetables & Plants". Country living and farm lifestyles. countryfarm-lifestyles.com. مؤرشف من الأصل في 2019-05-01. اطلع عليه بتاريخ 2011-03-07.

## وصلات خارجية
- Plants for a future -- Useful weeds
- Good Weeds—it has an especially good list of "soil indicator" weeds
- Insect Olfaction of Plant Odour